# Cercocebus chrysogaster
Cercocebus chrysogaster là một loài động vật có vú trong họ Cercopithecidae, bộ Linh trưởng. Loài này được Lydekker mô tả năm 1900.

## Hình ảnh

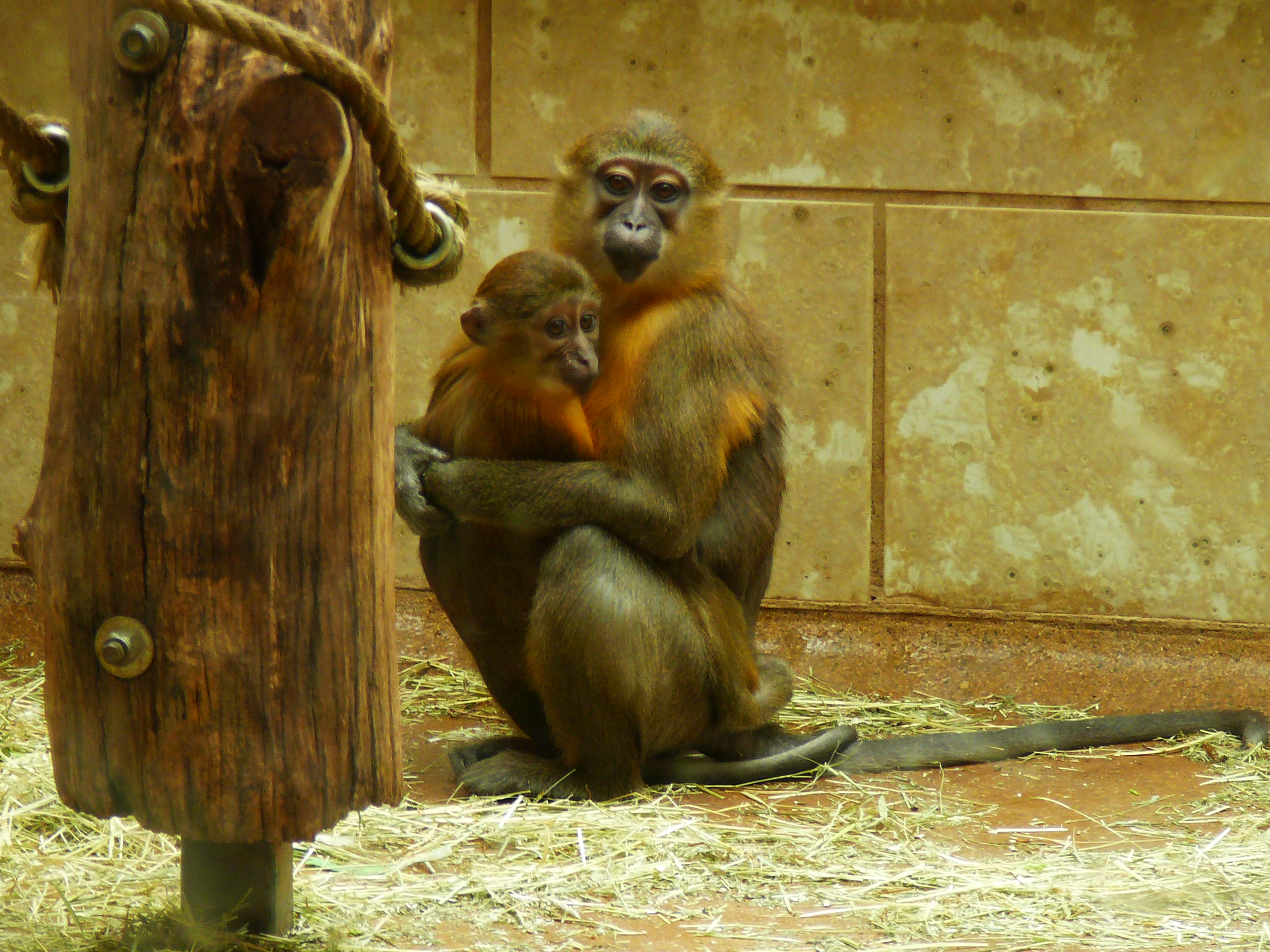
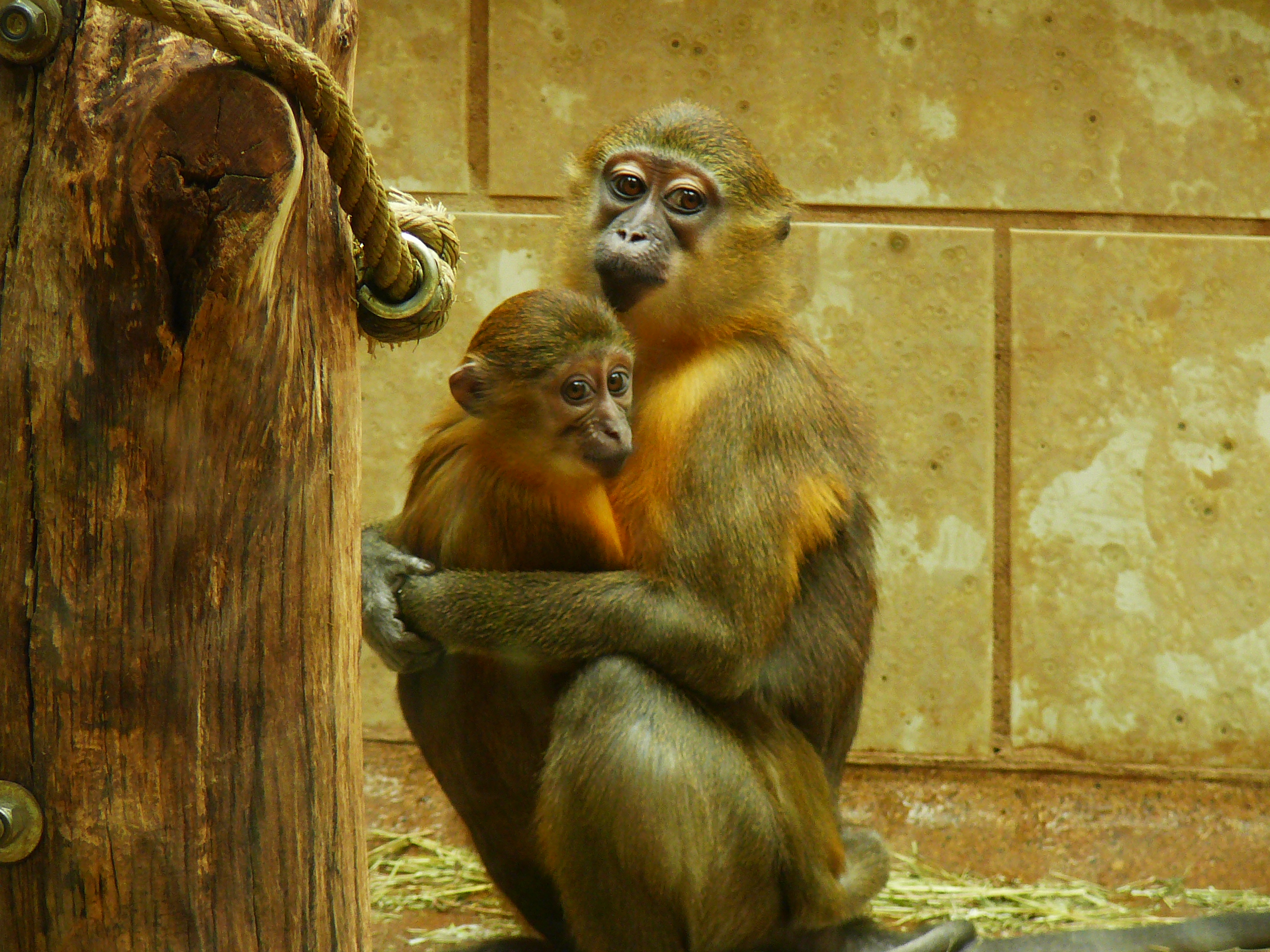
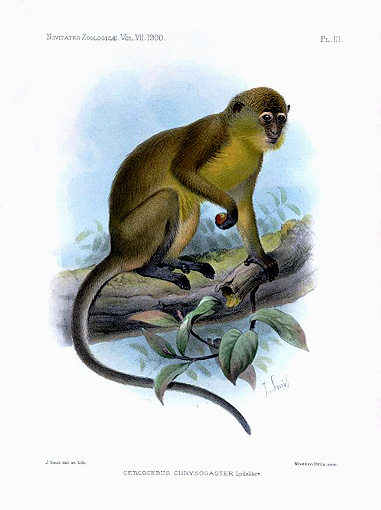